# Органіструм

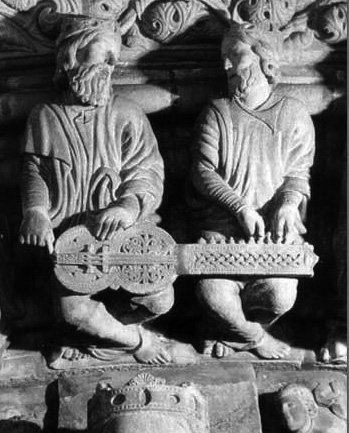
Барельєф кафедрального собору Сантьяго де Компостелла (Santiago de Compostela), Іспанія.
Зображення двох монахів з органіструмом. Приблизно, ХІІ ст.

Органіструм — найбільш ранній з відомих видів колісної ліри. Як правило, вважається її предком, при цьому істотно відрізняється від пізніших інструментів тим, що в ньому грали дві людини: один крутив кóрбу (ручку), а інший тиснув на клапóни (клавіші), щоби змінити висоту звуку струн, що ведуть мелодію.

## Походження
Вважається, що слово органіструм є похідним від слів органум та інструмент; перший термін був застосований до первісної гармонії, що складається з октави в супроводі кварт або квінт. Перше відоме використання інструменту належить поету й музичному теоретику композитор Хукбальду (Hucbald) в Х столітті. Цей факт дозволяє приблизно встановити дату винаходу органіструму, в кінці 10 або початку XI століття, а також розібратися в конструкції інструменту. Органіструм — типовий струнний інструмент свого часу, схожий на гітарний фідель (скрипку трубадурів), кротту й цітоль — лише пропорції мав збільшені для зручності тримання інструменту й гри двома виконавцями. Всередині корпусу було колесо з робочою поверхнею, покритою шкірою для кращого просотування смолистою рідиною (типу каніфолі). Три струни спиралися на підставку (місток) і звучали все відразу, коли колесо оберталося, й подібно до смичка, збуджувало їхні коливання. Дерев'яні прапорці чи тісьми поріжок — топірцевої форми, з іншої сторони струни, змінювали її довжину й висоту звуків, як і в сучаснішій колісній лірі — замість пальців, які в інших струнних інструментів, таких як скрипка чи гітара, в яких пальці перетискають струну на грифі. У органіструмі перетискалися всі три струни одразу, що узгоджувалося з особливим видом середньовічної гармонії, відомої як органум у «паралельному» його варіанті, де паралельний (головний, заданий голос — лат. cantus primus factus) дублюється в один із консонансів: октаву, квінту, кварту.

## Органіструм в мистецтві

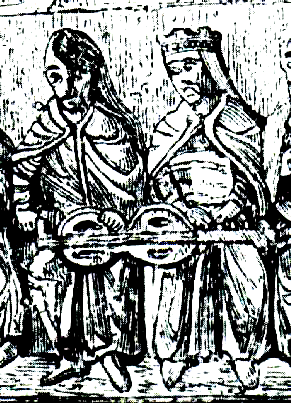
Ескіз рельєфу Бошервійє

Органіструм вперше з'являється на барельєфі в абатстві Сен-Жорж-де-Бошервійє (XI століття), нині зберігається в музеї Руана, де на ньому грає королева, а її покоївка крутить корбу. Зображення органіструму також займає почесне місце в центрі групи музикантів, що представляють двадцять чотири старці з Апокаліпсису в тимпані воріт Слави кафедрального собору Сантьяго-де-Компостела (XII століття). Є також добре збережене зображення в мініатюрі з англійського псалтиря (XII століття), який зберігається в колекції Хантеріан Університету Глазго.

## Сучасна реконструкція
У 2005 році в місті Франкфурт-на-Майні німецький майстер народних інструментів Курт Райхманн відтворив органіструм по барельєфу кафедрального собору Сантьяго де Компостелла з урахуванням наукових досліджень, створивши діючий інструмент. Першим виконавцем на ньому став український виконавець, кобзар і фолк-авангардист Олексій Кабанов.